# Niz proton-proton
Niz proton – proton ili p-p niz je jedna od reakcija nuklearne fuzije, kojim zvijezde pretvaraju vodik u helij, za razliku od niza ugljik – dušik – kisik (CNO niz). p-p niz prevladava kod zvijezdi veličine našeg Sunca ili manjih.
p-p niz se može pojaviti samo ako je temperatura (kinetička energija) protona dovoljno velika da prevlada Coulombovu barijeru, da svlada elektrostatičke sile između istih naboja protona. Prvi koji je zagovarao tu teoriju je bio Arthur Stanley Eddington 1920-tih godina. U to vrijeme se vjerovalo da je temperatura Sunca preniska da svlada Coulombovu barijeru. Nakon razvoja kvantne mehanike, došlo je do otkrića tunel efekta, a to je pojava kada elementarna čestica može svladati moguću barijeru, čak i kada je njena energija niža od energije barijere. Prema klasičnoj fizici to je nemoguće, ali prema zakonima kvantne mehanike, moguće je.
Čak i tada, bilo je nejasno kako nuklearna fuzija po nizu proton – proton se odvija, jer najvjerojatniji proizvod, helij-2, je nestabilan i gotovo istovremeno se vraća u par protona. 1939., Hans Albrecht Bethe je predložio da jedan od protona može doživjeti beta-raspad u neutron, preko slabe nuklearne sile, za vrijeme kratkog trenutka fuzije, stvarajući deuterij u početku niza. Ideja je bila dio kako se odvija nukleosinteza zvijezda i za to je Bethe dobio Nobelovu nagradu za fiziku. 
Na Suncu, samo dobivanje deuterija je toliko sporo da je za to potrebno oko 10 milijardi godina. Kako je Sunce staro oko 5 milijardi godina, znači da smo tek na pola puta da se potroši sav vodik sa Sunca.

## p-p niz
Prvi korak uključuje nuklearnu fuziju dvije jezgre vodika H-1 (proton) u H-2 (deuterij), čime se oslobađa pozitron i neutrino, te se jedan proton mijenja u neutron:
11H + 11H -> 12D + e- + ve + 0,42MeV
Ovaj prvi korak se odvija izuzetno sporo, i zato što protoni trebaju da prođu tunel efekt da bi svladali Coulombovu barijeru i zato što ovisi o slaboj nuklearnoj sili. Pozitron se trenutno poništava s elektronom (čestica – antičestica) i višak mase nose u obliku energije dva fotona gama-čestica:
e- + e+ -> 2y + 1,02 MeV
Nakon toga, deuterij koji se dobio u prvom koraku, spaja se s drugim protonom (jezgra vodika) da bi se dobio lagani izotop helija-3:
12D + 11H -> 23He + y + 5,49 MeV
Nakon toga moguća su tri verzije puta da bi se dobio helij-4. Kod prvog puta ili p-p I niza, helij-4 dolazi preko spajanja dvije jezgre helija-3, kod drugog i trećeg puta ili p-p II niza i p-p III niza, spaja se jezgra helija-3 s već stvorenom jezgrom helija-4 da se dobije berilij. Na Suncu, p-p I niz se odvija 86 %, p-p II niz se odvija 14 %, te p-p III niz se odvija 0,11 %, postoji i četrti put, koji je izuzetno rijedak - p-p IV niz.

### p-p I niz
Cijeli p-p I niz daje čisto 26,7 MeV energije. p-p I niz prevladava kod temperature od 10 000 000 – 14 000 000 K. Ispod 10 000 000 K, p-p niz stvara izuzetno malo energije. 
23He + 23He -> 24He + 11H + 12,86 MeV

### p-p II niz
23He + 24He -> 47Be + y
47Be + e- -> 37Li + ve + 0,861 MeV / 0,383 MeV
37Li + 11H -> 2 x 24He
p-p II niz prevladava kod temperature od 14 000 000 – 23 000 000 K. 90 % neutrina se dobiva u reakciji 7Be(e-, ve)7 Li* i nosi energiju 0.861 MeV, dok preostalih 10 % stvara 0,383 MeV (ovisi da li je litij-7 u osnovnom ili pobuđenom stanju)

### p-p III niz
23He + 24He -> 47Be + y
47Be + 11H -> 58B + y
58B                              -> 48Be + e+ + ve + y
48Be                            -> 2 x 24He
p-p III niz prevladava kod temperature iznad 23 000 000 K. Iako ovaj put nije znatno zastupljen (samo 0,11 %), ali stvara visokoenergetske neutrino, do 14,06 MeV. 

### p-p IV niz
Ovaj put je teoretski predviđen, ali nikad nije snimljen zbog svoje rijetkosti (oko 0,3 dijela na milijun). U toj reakciji, helij-3 reagira direktno s protonom, da bi se dobilo helij-4, i dobije neutrino s još većom energijom, do 18,8 MeV. 
23He + 11H -> 24He + e+ + ve + 18,8 MeV

## Oslobođena energija
Ako usporedimo masu dobivenog helija-4 s masama 4 ulazna protona, dobije se da je 0,7 % početne mase izgubljeno. Ta se masa pretvara u energiju, u obliku gama-čestica i neutrina. Ukupna dobivena energija cijelog niza je 26,73 MeV. Samo energija gama-čestica će reagirati s elektronima i grijat će unutrašnjost Sunca. Ta toplina omogućuje da se Sunce ne uruši zbog vlastite težine. 
Neutrina ne reagiraju značajno s plazmom i ne pomažu održavati Sunce protiv gravitacijskog urušavanja. Neutrina u p-p I nizu, p-p II nizu i p-p III nizu odnose 2 %, 4 % i 28,3 % energije dalje od Sunca.

## p-e-p niz
Deuterij može stvoriti i vrlo rijetki proton – elektron – proton niz (skupljanje elektrona): 
11H + e- + 11H -> 12D + ve
Na Suncu, odnos učestalosti p-e-p niza i normalnog p-p niza je 1 : 400. Ipak, energija neutrina je dosta različita, dok u prvom koraku p-p niza neutrino ima energiju 0,42 MeV, u p-e-p nizu ima 1,44 MeV. 